# Облачный край I. Тайны леса
«Облачный край I. Тайны леса» — первый номерной студийный альбом рок-группы «Облачный край». Записан в начале 1982 года в ДК завода «Красная кузница» в Архангельске.

## Предыстория
К 1982 году за плечами у архангелогородца Сергея Богаева было несколько попыток звукозаписи под вывеской «Мёртвые Уши». Студийные пробы пера осуществлялись сперва дома у Богаева, а затем — в ДК завода «Красная кузница», где Сергей после устройства на работу электриком параллельно стал организатором дискотек. Однако в ту пору Богаев даже не пытался распространять записи «Мёртвых Ушей».
Тем не менее за это время успел сложиться состав будущей группы: Сергей Богаев — лидер-гитарист, Олег Рауткин — вокалист и барабанщик, Николай Лысковский — клавишник. К моменту записи первого «серьёзного» альбома появилось и новое название коллектива — «Облачный край».

## Запись альбома
Запись дебютного альбома проходила с 6 января по 10 марта 1982 года в ДК архангельского завода «Красная кузница». В тогдашнем арсенале «Облачного края» присутствовали электрогитара «Урал», самодельная бас-гитара, электропиано «Мики» и одноголосый клавишный синтезатор «Фаэми», а также различные самодельные звуковые эффекты: от гитарных педалей до ревербератора. Для записи барабанных партий использовалась ударная установка «Энгельс», находившаяся в собственности ДК.
Сам Богаев впоследствии отмечал нехватку технического мастерства музыкантов, вылившуюся в незапланированных сменах темпа, которые имели место в некоторых композициях.

## Распространение и официальные издания
Магнитоальбом стал распространяться за пределами Архангельска благодаря знакомству «Облачного края» с музыкантами группы «Аквариум», в том же 1982 году посетившей поморскую землю с концертом. Обложка у альбома появилась уже позднее. Оформлением альбома занимался клавишник Лысковский.
Первые официальные издания «Тайн леса» состоялись только в 2001 году: на кассетах «Отделения „Выход“» и на компакт-дисках студии «АнТроп». При этом «антроповская» версия издана на одном диске с «Великой гармонией» (третьим номерным альбомом группы) и является сокращённой по сравнению с кассетным релизом. В 2008 году в рамках архивного проекта «ДПНР» («Да Поможет Нам Рок!») было начато переиздание «классических» альбомов «Облачного края». В их числе была и полная версия дебютного альбома группы, увидевшая свет в 2009 году.

## Список композиций
Автор всех композиций — Сергей Богаев. Композиции на различных изданиях могут иметь несколько различающиеся названия. Также может различаться и разбивка по трекам.

| 1. Вступление (инструментал) (2:26) 2. Парнокопытные (5:01) 3. Вода (9:58) 4. Пьеса для разных инструментов (инструментал) (3:03) 5. Тайны леса (Юный натуралист) (5:13) 6. У могилы друга (Друг мой верный Михаил) (6:34) 7. Архангельский рок-н-ролл (4:56) 8. Вступительное слово Олега Рауткина к последующей песне (1:37) 9. Денежки (Обезьяна) (7:38) 10. Кода (инструментал) (2:07) | 1. Вступление (инструментал) (1:31) 2. Парнокопытные (5:02) 3. Вода (6:59) 4. Инструментал (2:51) 5. Тайны леса (Юный натуралист) (4:38) 6. У могилы друга (6:28) 7. Архангельский рок-н-ролл (4:55) 8. Денежки (Обезьяна) (9:14) | 1. Вступление (инструментал) 2. Парнокопытные 3. Классовый подход (инструментал) 4. Вода 5. Пьеса для разных инструментов (инструментал) 6. Юный натуралист 7. У могилы друга 8. Архангельский рок-н-ролл 9. Вступительное слово Олега Рауткина к последующей песне 10. Денежки (Обезьяна) 11. Финал (инструментал) |

## Участники записи
- Сергей Богаев — вокал, гитары, бас
- Олег Рауткин — вокал, ударные
- Николай Лысковский — клавишные[7]